# Без названия (шнява, 1716)
Без названия — шнява Каспийской флотилии Российской империи. Во время несения службы принимала участие в исследованиях Каспийского моря под руководством князя А. Бековича-Черкасского, а в 1717 году разбилась у Красноводска.

## История службы
Шнява была заложен на стапеле Казанского адмиралтейства в декабре 1714 года и после спуска на воду в 1716 году вошла в состав Каспийской флотилии России. Строительство шнявы вёл кораблестроитель — подмастерье скампавейного дела М. Р. Черкасов. Летом того же года совершила переход с верфи по Волге в Астрахань.
В кампании 1716 и 1717 годов входила в состав экспедиции князя А. Бековича-Черкасского по исследованию берегов Каспийского моря.
В 1717 году попала в шторм и разбилась в районе Красноводска.